# 박덕용
박덕용(1956년 11월 7일~)은 롯데 자이언츠에서 뛰었던 재일 한국인 야구선수다.

## 일본 프로야구 시절
이쿠에이 고등학교를 졸업하고 1975년 롯데 오리온스에 1차 6순위로 지명되었다. 그러나 고질적인 어깨 부상으로 인해 일본에서의 9시즌 내내 한 번도 1군에서 등판하지는 못했다. 1977년 롯데 자이언트로 6개월 간 임대를 와서 한일은행 야구단을 상대로 완투승을 거두기도 했다.

## 한국 프로야구 시절
1984년 롯데 자이언츠로 이적했다. 그 해 6월 19일 삼미 슈퍼스타즈를 상대로 선발 등판하여 프로 첫 승을 기록했다. KBO 통산 1시즌 6경기 1승 2패 5.21의 평균자책점을 남기고 일본으로 돌아가게 되었으며 그 당시  롯데는 쓸만한 좌투수 보강을 위해 영입한 본인(박덕용) 등 좌투수들 통산 선발승이 3개(본인-1 안창완-1 천창호-1)에 그친 데다 쓸만한 투수라곤 임호균 밖에 없어 최동원이 1984년 전천후(24승 중 18구원승)로 투입됐고 다음 해인 1985년 입단한 좌완 양상문(1987년 청보 이적)이 데뷔 첫 해 1선발승, 1986년 1승(선발)에 그친 데다 1982년 천창호(5선발승)(1986년 빙그레-1989년 태평양 이적) 이진우(4선발승)(1987년 청보 이적) 이후 1988년 이문한(3선발승) 이전까지 좌완투수가 2선발승을 기록하지 못했으며 이로 인해  1983년 입단한 최동원이 1984년부터 1987년까지 전천후(1984년 27승 중 18구원승, 1985년 20승 중 8구원승, 1986년 19승 중 9구원승, 1987년 14승 중 4구원승)로 투입됐다.

## 같이 보기
- 1984년 롯데 자이언츠 시즌